# Tour de Pologne 2021
78. ročník etapového cyklistického závodu Tour de Pologne se konal mezi 9 a 15. srpnem 2021. Závod dlouhý 1140 km vyhrál Portugalec João Almeida z týmu Deceuninck–Quick-Step. Na druhém a třetím místě se umístili Slovinec Matej Mohorič (Team Bahrain Victorious) a Polák Michał Kwiatkowski (Ineos Grenadiers).

## Týmy
Závodu se zúčastnilo všech devatenáct UCI WorldTeamů společně se dvěma UCI ProTeamy a polským národním týmem. Každý tým přijel se 7 jezdci kromě týmů Trek–Segafredo se šesti jezdci a Cofidis s pěti jezdci. Na start se celkem postavilo 154 jezdců, z nichž 140 dojelo do cíle v Krakově.
Týmy, které se zúčastnily závodu, jsou:

### UCI WorldTeamy
- AG2R Citroën Team
- Astana–Premier Tech
- Bora–Hansgrohe
- Cofidis
- Deceuninck–Quick-Step
- EF Education–Nippo
- Groupama–FDJ
- Ineos Grenadiers
- Intermarché–Wanty–Gobert Matériaux
- Israel Start-Up Nation
- Lotto–Soudal
- Movistar Team
- Team Bahrain Victorious
- Team BikeExchange
- Team DSM
- Team Jumbo–Visma
- Team Qhubeka NextHash
- Trek–Segafredo
- UAE Team Emirates

### UCI ProTeamy
- Alpecin–Fenix
- Gazprom–RusVelo

### Národní týmy
- Polsko

## Trasa a etapy
| Etapa         | Datum         | Trasa                              | Vzdálenost | Typ     | Typ                  | Vítěz                     |
| ------------- | ------------- | ---------------------------------- | ---------- | ------- | -------------------- | ------------------------- |
| 1             | 9. srpna      | Lublin - Chełm                     | 216,4 km   |         | Rovinatá etapa       | Phil Bauhaus (GER)        |
| 2             | 10. srpna     | Zamość - Przemyśl                  | 200,8 km   |         | Zvlněná etapa        | João Almeida (POR)        |
| 3             | 11. srpna     | Sanok - Řešov                      | 226,4 km   |         | Rovinatá etapa       | Fernando Gaviria (COL)    |
| 4             | 12. srpna     | Tarnów - Terma Bukowina Tatrzańska | 160,5 km   |         | Zvlněná etapa        | João Almeida (POR)        |
| 5             | 13. srpna     | Chochołów - Bielsko-Biała          | 172,9 km   |         | Středně těžká etapa  | Nikias Arndt (GER)        |
| 6             | 14. srpna     | Katowice - Katowice                | 17,9 km    |         | Individuální časovka | Rémi Cavagna (FRA)        |
| 7             | 15. srpna     | Zabrze - Kraków                    | 145,1 km   |         | Rovinatá etapa       | Julius van den Berg (NED) |
| Celková délka | Celková délka | Celková délka                      | 1140 km    | 1140 km | 1140 km              | 1140 km                   |

## Průběžné pořadí
| Etapa          | Vítěz               | Celkové pořadí | Bodovací soutěž    | Vrchařská soutěž | Soutěž bojovnosti  | Soutěž Poláků      | Soutěž týmů                        |
| -------------- | ------------------- | -------------- | ------------------ | ---------------- | ------------------ | ------------------ | ---------------------------------- |
| 1              | Phil Bauhaus        | Phil Bauhaus   | Phil Bauhaus       | Michał Paluta    | Jevgenij Fedorov   | Michał Kwiatkowski | Team Bahrain Victorious            |
| 2              | João Almeida        | João Almeida   | Matej Mohorič      | Michał Paluta    | Jevgenij Fedorov   | Michał Kwiatkowski | Intermarché–Wanty–Gobert Matériaux |
| 3              | Fernando Gaviria    | João Almeida   | Michał Kwiatkowski | Łukasz Owsian    | Taco van der Hoorn | Michał Kwiatkowski | Intermarché–Wanty–Gobert Matériaux |
| 4              | João Almeida        | João Almeida   | Michał Kwiatkowski | Łukasz Owsian    | Taco van der Hoorn | Michał Kwiatkowski | Intermarché–Wanty–Gobert Matériaux |
| 5              | Nikias Arndt        | João Almeida   | Matej Mohorič      | Łukasz Owsian    | Taco van der Hoorn | Michał Kwiatkowski | Intermarché–Wanty–Gobert Matériaux |
| 6              | Rémi Cavagna        | João Almeida   | João Almeida       | Łukasz Owsian    | Taco van der Hoorn | Michał Kwiatkowski | Deceuninck–Quick-Step              |
| 7              | Julius van den Berg | João Almeida   | João Almeida       | Łukasz Owsian    | Taco van der Hoorn | Michał Kwiatkowski | Deceuninck–Quick-Step              |
| Konečné pořadí | Konečné pořadí      | João Almeida   | João Almeida       | Łukasz Owsian    | Taco van der Hoorn | Michał Kwiatkowski | Deceuninck–Quick-Step              |

- Ve 2. etapě nosil Álvaro Hodeg bílý dres pro lídra bodovací soutěže, protože lídr této klasifikace Phil Bauhaus nosil žlutý dres pro lídra celkového pořadí
- V 7. etapě nosil Michał Kwiatkowski bílý dres pro lídra bodovací soutěže, protože lídr této klasifikace João Almeida nosil žlutý dres pro lídra celkového pořadí

## Konečné pořadí
| Legenda | Legenda                           | Legenda | Legenda                             |
| ------- | --------------------------------- | ------- | ----------------------------------- |
|         | Označuje vítěze celkového pořadí. |         | Označuje vítěze vrchařské soutěže.  |
|         | Označuje vítěze bodovací soutěže. |         | Označuje vítěze soutěže bojovnosti. |

### Celkové pořadí
| Pořadí | Jezdec                | Tým                     | Čas         |
| ------ | --------------------- | ----------------------- | ----------- |
| 1      | João Almeida          | Deceuninck–Quick-Step   | 26h 15’ 56” |
| 2      | Matej Mohorič         | Team Bahrain Victorious | + 20”       |
| 3      | Michał Kwiatkowski    | Ineos Grenadiers        | + 27”       |
| 4      | Diego Ulissi          | UAE Team Emirates       | + 37”       |
| 5      | Mikkel Frølich Honoré | Deceuninck–Quick-Step   | + 53”       |
| 6      | Tim Wellens           | Lotto–Soudal            | + 57”       |
| 7      | Jai Hindley           | Team DSM                | + 1’ 06”    |
| 8      | Dylan Teuns           | Team Bahrain Victorious | + 1’ 25”    |
| 9      | Ben Tulett            | Alpecin–Fenix           | + 1’ 28”    |
| 10     | Pascal Eenkhorn       | Team Jumbo–Visma        | + 1’ 30”    |

### Bodovací soutěž
| Pořadí | Jezdec                | Tým                     | Body |
| ------ | --------------------- | ----------------------- | ---- |
| 1      | João Almeida          | Deceuninck–Quick-Step   | 84   |
| 2      | Michał Kwiatkowski    | Ineos Grenadiers        | 83   |
| 3      | Matej Mohorič         | Team Bahrain Victorious | 80   |
| 4      | Diego Ulissi          | UAE Team Emirates       | 69   |
| 5      | Phil Bauhaus          | Team Bahrain Victorious | 50   |
| 6      | Mikkel Frølich Honoré | Deceuninck–Quick-Step   | 47   |
| 7      | Hugo Hofstetter       | Israel Start-Up Nation  | 42   |
| 8      | Dion Smith            | Team BikeExchange       | 38   |
| 9      | Tim Wellens           | Lotto–Soudal            | 36   |
| 10     | David Dekker          | Team Jumbo–Visma        | 36   |

### Vrchařská soutěž
| Pořadí | Jezdec            | Tým                 | Body |
| ------ | ----------------- | ------------------- | ---- |
| 1      | Łukasz Owsian     | Polsko              | 50   |
| 2      | Emīls Liepiņš     | Trek–Segafredo      | 30   |
| 3      | Jonas Rickaert    | Alpecin–Fenix       | 22   |
| 4      | Daniel Arroyave   | EF Education–Nippo  | 22   |
| 5      | Jevgenij Fedorov  | Astana–Premier Tech | 9    |
| 6      | Michał Paluta     | Polsko              | 8    |
| 7      | Attila Valter     | Groupama–FDJ        | 6    |
| 8      | Lukas Pöstlberger | Bora–Hansgrohe      | 5    |
| 9      | Filippo Conca     | Lotto–Soudal        | 5    |
| 10     | Marco Canola      | Gazprom–RusVelo     | 5    |

### Soutěž bojovnosti
| Pořadí | Jezdec              | Tým                                | Body |
| ------ | ------------------- | ---------------------------------- | ---- |
| 1      | Taco van der Hoorn  | Intermarché–Wanty–Gobert Matériaux | 14   |
| 2      | Jevgenij Fedorov    | Astana–Premier Tech                | 6    |
| 3      | Edward Theuns       | Trek–Segafredo                     | 5    |
| 4      | Daniel Arroyave     | EF Education–Nippo                 | 4    |
| 5      | Gabriel Cullaigh    | Movistar Team                      | 4    |
| 6      | Michał Paluta       | Polsko                             | 4    |
| 7      | Michał Kwiatkowski  | Ineos Grenadiers                   | 3    |
| 8      | Quinten Hermans     | Intermarché–Wanty–Gobert Matériaux | 3    |
| 9      | Julius van den Berg | EF Education–Nippo                 | 3    |
| 10     | Norman Vahtra       | Israel Start-Up Nation             | 3    |

### Soutěž týmů
| Pořadí | Tým                                | Čas         |
| ------ | ---------------------------------- | ----------- |
| 1      | Deceuninck–Quick-Step              | 78h 51’ 51” |
| 2      | Alpecin–Fenix                      | + 1’ 52”    |
| 3      | Intermarché–Wanty–Gobert Matériaux | + 2’ 20”    |
| 4      | Lotto–Soudal                       | + 2’ 21”    |
| 5      | AG2R Citroën Team                  | + 3’ 06”    |
| 6      | Team BikeExchange                  | + 3’ 06”    |
| 7      | Movistar Team                      | + 6’ 11”    |
| 8      | Team Jumbo–Visma                   | + 7’ 30”    |
| 9      | Astana–Premier Tech                | + 7’ 55”    |
| 10     | Team DSM                           | + 9’ 59”    |